# Otomys laminatus
Otomys laminatus é uma espécie de roedor da família Muridae.
Apenas pode ser encontrada na África do Sul.
Os seus habitats naturais são: campos de altitude subtropicais ou tropicais e pântanos.